# ФК Куресааре
ФК „Куресааре“ (на естонски: Jalgpalliklubi Kuressaare) е естонски футболен отбор от град Куресааре.
Клубът е основан през 1997 г. От 2018 г. отборът играе в Мейстрилийгата – най-високото ниво на естонския клубен футбол. Домакинските си мачове играе на стадион „Курессааре“, който е с капацитет от 2000 места.

## История
През 2017 година отборът играе в Есилига и заема петото място, въпреки всичко това позволява на клуба да премине във висшата лига на страната  и от 2018 година играе в Премиум лигата . През декември 2017 година старши треньор става Яан Важински .

## Отличия
- Есилийга (2 дивизия)
  -  Шампион (1): 1999